# Gudbrandsdalslågen
Gudbrandsdalslågen er en af de største og længste elve i Norge med sine 204 km. Den har sit udspring i Lesjaskogsvatnet i Lesja kommune øverst i Gudbrandsdalen. Elven ender i søen Mjøsa ved Lillehammer.
- Højde over havet ved udspring: 	611 m
- Højde over havet ved udløb: 123 m